# Pierre de L'Hôpital
Pour les articles homonymes, voir L'Hôpital.
Pierre de L'Hôpital, mort le 14 septembre 1444, fut un magistrat qui a occupé plusieurs fonctions sous le ducat de Jean V de Bretagne :
- Président au Parlement des Grands Jours de Bretagne de 1403 jusqu'à sa mort en 1444.
- Juge universel de Bretagne de 1403 jusqu'à sa mort en 1444.
- Procureur général en Bretagne.
- Sénéchal de Rennes.

Voici la description de Pierre de L'Hôpital faite dans Les Bretons compagnons du connétable de Richement par Julien-Toussaint-Marie Trevedy (1830-1908), lors d'une ambassade à Angers menée par le comte de Richemont, frère du Duc de Bretagne Jean V :
« Mais, quelques lignes plus bas, il nous montre un autre personnage accompagnant le comte de Richemont : c’est Pierre de l’Hospital, président et juge universel de Bretagne. Depuis plus de vingt ans, il siège aux États « en habit royal », c’est-à-dire en robe de pourpre, tenant la première place après le duc, avant le maréchal et l’amiral de Bretagne. Il occupera encore cette situation éminente pendant près de vingt années ; et c’est lui qui, en 1440, condamnera au feu Gilles de Rais. »
Le blason de la famille de L'Hôpital est : D'argent à la bande de gueules, accompagné en chef d'une merlette de sable et chargé d'un coq du champ, becqué, crêté et barbé de gueules. (Armorial d'Hozier).  
Il épousa successivement  Perrine de Muzillac, puis Sibille de Montbourcher.
Pierre de L'Hôpital fut inhumé dans l'abbatiale de Redon dans une des chapelles de l'abside, nommée de nos jours Sainte-Jeanne-d'Arc (qui a porté successivement les noms de chapelle Saint-Laurent ou chapelle de la Rouardais du nom de sa seigneurie en Bains-sur-Oust). Cette chapelle fut la nécropole de la famille de l'Hospital, qui disposait aussi d'une chapelle seigneuriale de la Rouardaye dans l'ancienne église Saint-Jean-Baptiste de Bains-sur-Oust. Cette église a été remaniée au XIXe siècle, mais avait quelques parties romanes et d'autres du XVe siècle ; on y voyait notamment la chapelle seigneuriale de la Rouaudaye, qui renfermait l'enfeu de la famille de l'Hospital.

## Mesure
Pierre de l'Hopital a « baillé la corde et mesure de la lieue de Bretagne : c’est assavoir une corde contenant six vingt pieds assise par six vingt fois. ». La lieue de Bretagne contenait donc 14400 pieds ou 4800 mètres 4 kilomètres 800 mètres. La loi du 4 juillet 1837 proscrivit d’une manière générale les mesures anciennes, mais la lieue du pays a survécu dans l’usage après 1850 et a duré ainsi plus de quatre siècles.